# Château de Nakijin
Le château de Nakijin (今帰仁城, Nakijin gusuku) est un gusuku (château ou forteresse des îles Ryūkyū) situé à Nakijin, préfecture d'Okinawa au Japon, à présent en ruines. À la fin du XIVe siècle, les îles Ryūkyū étaient constituées de trois royaumes : Nanzan au sud, Chūzan au centre et Hokuzan au nord. Nakijin était la forteresse de Hokuzan. Elle abrite plusieurs bosquets sacrés utaki, reflétant le rôle des gusuku comme centre de l'activité religieuse. Elle est bien connue pour les cerisiers hikan qui fleurissent au nord d'Okinawa entre la mi-janvier et le début février. Le château fait partie des sites gusuku et biens associés du royaume des Ryukyu inscrits au patrimoine mondial en 2000.

## Histoire
Bien qu'il y ait eu des anji de Nakijin avant la création de royaume de Hokuzan et donc qu'on peut présumer qu'il y ait eu une certaine forme de résidence de commandement sur ou près du site auparavant, on pense que la forme gusuku du château de Nakijin n'est apparue qu'à la fondation du royaume. Le château est situé dans la péninsule de Motobu, sur un promontoire rocheux faisant face à la mer de Chine méridionale.
Le château est séparé du massif principal de Motobu à l'est par une importante dépression dans une gorge avec un ruisseau au fond. Une chute abrupte au nord et au nord-est du château descend vers le rivage. À une époque, un petit port desservait ici le château, alors que le port Unten, le principal port du royaume de Hokuzan, se trouve approximativement à 8 km à l'est.
La résidence royale était située dans la partie haute et la plus interne du complexe, entourée d'un petit jardin avec une source. Trois sanctuaires (uganju) étaient situés au point le plus élevé près d'un précipice. Dans une enceinte moins intérieure, et située à une altitude légèrement inférieure, se trouvaient des résidences pour certains vassaux, ainsi que des bâtiments administratifs. Reflet typique des constructions gusuku de cette époque, la maçonnerie des murs était très solide mais assez grossière, avec un relatif manque de précision dans l'ajustement des pierres ou de leur taille. De nos jours subsistent encore du château quelque 1 500 m de mur en calcaire.
Le château connut trois générations de gouverneurs avant d'être attaqué et détruit par les armées du royaume de Chūzan en 1416. Les seigneurs de Hokuzan, gouvernant en état de subordination vis-à-vis de la capitale royale à Shuri, continuèrent cependant de résider à Hozukan pendant plusieurs siècles.
En tant que site touristique, les ruines sont particulièrement connues pour la magnifique vue qu'elles donnent sur la mer de Chine du Sud, pour la hauteur impressionnante des murs du château et pour l'étendue de l'espace occupé par le site du château. Hokuzan en général se caractérisait par des espaces plus vastes, ou en tous cas avec une population moins dense qu'à Nanzan et Chūzan, les autres royaumes de l'île à cette époque. Nakijin est également toujours parmi les premiers endroits du pays à voir et célébrer chaque année la floraison des sakura.